# Luton Town Football Club 2021-2022
Questa voce raccoglie le informazioni riguardanti il Luton Town Football Club nelle competizioni ufficiali della stagione 2021-2022.

## Stagione
Dopo aver guidato la squadra ad una salvezza all'ultima giornata nel 2019-2020 e ad una metà classifica con il record di punti in seconda serie (dal 1981-1982) nella stagione 2020-2021, Nathan Jones viene confermato per la terza annata consecutiva sulla panchina degli Hatters.
La pre-season, condotta per gran parte al Queen Ethelburga's College di York, vede il Luton impegnato in sei amichevoli, di cui tre giocate contro squadre non professionistiche, due contro squadre di Football League (Rochdale e Portsmouth) e una contro una squadra di Premier League (Brighton), nelle quali arrivano quattro vittorie, un pareggio e una sconfitta (proprio contro l'ex squadra di Jones).
Il campionato inizia il 7 agosto con una convincente vittoria contro il neo-promosso Peterborough (3-0), nel quale vanno a segno Elijah Adebayo, che a fine stagione si rivelerà essere il miglior marcatore della squadra, Harry Cornick e Fred Onyedinma, neo-acquisto arrivato in estate dal Wycombe. Tre giorni dopo, invece, finisce già il cammino nella prima coppa stagionale, la EFL Cup, nella quale gli Hatters vengono sorteggiati contro lo Stevenage, squadra di League Two, e si devono arrendere ai calci di rigore dopo il 2-2 dei tempi regolamentari.
Per quanto riguarda il calciomercato, il ridotto budget a disposizione, porta a Kenilworth Road giocatori non di primissimo piano ma molto utili alla causa di Jones, come il giovane centrocampista scozzese Allan Campbell (dal Motherwell) e Carlos Mendes Gomes, miglior marcatore del Morecambe in League Two nella stagione precedente. I nomi di esperienza che vanno a vestire la maglia arancione, invece, sono quelli di Cameron Jerome, ex-attaccante di Premier League, e arrivato dagli MK Dons, Henri Lansbury (dal Bristol City), Amari'i Bell (dal Blackburn) e Reece Burke (dall'Hull City). L'unica partenza degna di nota, invece, è quella del centrocampista ex-Lincoln City, Joe Morrell, che scende di categoria e si accasa al Portsmouth, oltre a quella del trequartista Elliot Lee, mandato in prestito al Charlton.
Fino alla fine di settembre, la stagione degli Hatters sembra indirizzarsi su un percorso da metà classifica, nonostante si aggiungano solo altri due successi (1-0 sul Barnsley ad Oakwell e 5-0 in casa al Coventry) alla vittoria della prima giornata. I quattro pareggi consecutivi, contro Sheffield United (0-0), Blackburn (2-2 con doppietta di Luke Berry), Bristol City (1-1 nel recupero) e Swansea (un pirotecnico 3-3, deludente però per il Luton, avanti di 3 gol al 25'), aiutano a controbilanciare le tre sconfitte maturate contro WBA (2-3 a The Hawthorns), Birmingham City (un pesante 0-5 esterno) e Bournemouth (1-2 al Vitality Stadium).
I due mesi successivi invece sono in controtendenza l'uno con l'altro: ottobre si rivela un mese positivo per gli Hatters che raccolgono 8 punti in 5 partite (unica sconfitta arrivata in trasferta contro il Preston, 0-2), mentre novembre è foriero di un solo punto guadagnato (0-0 contro il Nottingham Forest) e un solo gol segnato (da Jordan Clark nella sconfitta casalinga contro il Cardiff), nonostante le 4 gare giocate. All'inizio di dicembre, dunque, gli Hatters si ritrovano al 14º posto della graduatoria, con 25 punti totalizzati su 20 partite disputate.
Dicembre, che tradizionalmente è il mese più impegnato dell'anno calcistico inglese, vede il Luton scendere in campo soltanto per due volte, a causa dei numerosi casi di positività al COVID che hanno costretto tanto gli Hatters, quanto i rivali di turno a chiedere alla Lega il rinvio delle partite. Le uniche due gare giocate, comunque, fruttano ai ragazzi di Jones 4 punti, 3 di questi maturati a Bloomfield Road grazie ad una convincente vittoria sul Blackpool (3-0, reti del capitano Sonny Bradley, Adebayo e Clark) e l'altro arrivato nel pareggio casalingo contro il Fulham (1-1, altro gol di Adebayo).
Anche l'esordio nel nuovo anno, previsto per il 1º gennaio alla Coventry Building Society Arena, viene rinviato, facendo sì che dall'11 dicembre, giorno del match contro i Cottagers, e fino all'8 gennaio gli Hatters non siano riusciti a giocare nemmeno una partita. Il ritorno in campo avviene nel terzo turno di FA Cup, laddove il Luton si sbarazza agevolmente dell'Harrogate Town, squadra di quarta serie, sconfitta con un comodo 4-0. In campionato, invece, gli arancioni tornano a giocare l'11 gennaio, contro l'ostico Bournemouth, superato con un gol di Kal Naismith al 97' (3-2). Il buon momento di forma continua e gli Hatters raccolgono altri due successi e un pareggio, oltre all'unica sconfitta contro lo Sheffield United (0-2 a Bramall Lane), che permettono loro di risalire fino alla 10ª posizione della classifica.
Per quanto riguarda il calciomercato, paradossalmente, il mercato del Luton si apre il 31 gennaio, ovvero l'ultimo giorno di mercato. In questa data, gli Hatters sistemano il reparto degli estremi difensori lasciando partire il croato Simon Sluga verso i bulgari del Ludogorets per acquistare, a titolo temporaneo, Jed Steer dall'Aston Villa. Il vero mercato (ad eccezione della cessione del centrocampista Glen Rea al Wigan, il cui prestito viene interrotto a marzo a causa di un infortunio), comunque, viene fatto da febbraio in avanti, quanto la dirigenza arancione acquista ben tre giocatori, uno svincolato e due in prestito "di emergenza". In prestito arrivano altri due portieri, Alex Palmer dal WBA e Matt Ingram (dall'Hull City, arrivato addirittura il 1º maggio, praticamente a stagione finita), mentre dalla lista degli svincolati arriva il nome più prestigioso di tutta la rosa degli Hatters, l'ex-West Ham e West Brom, Robert Snodgrass.
Febbraio, tornando al calcio giocato, si rivela un mese ancor più positivo rispetto al precedente: con ben 6 vittorie su 7 partite disputate (compreso il quarto turno di FA Cup vinto contro il Cambridge United, squadra di League One), gli Hatters compiono una grande rimonta in classifica e si issano fino alla 6ª posizione della graduatoria. I successi casalinghi contro Barnsley (2-1), West Brom (2-0, con il primo gol di Jerome in campionato) e Derby County (1-0, rete di Hylton), si alternano alle vittorie lontano da Kenilworth Road, maturate sui campi di Swansea (1-0, gol di Cornick) e Stoke City (2-1, ancora grazie a Hylton e Jerome). Unica nota stonata del periodo è la pesante sconfitta contro il Birmingham City (0-3), che si rivela avversario particolarmente indigesto per gli Hatters, i quali hanno subito dai Bluenoses la "bellezza" di 8 gol in due incontri (senza segnarne alcuno).
Nei tre mesi successivi, i risultati continuano ad essere positivi: le due sconfitte casalinghe di tutta la rimanente parte della stagione, contro Chelsea in FA Cup (2-3) e QPR in campionato (1-2, rete di Jerome), non influenzano il rendimento della squadra che, anche in trasferta, raccoglie ottimi risultati (anche lontano da Kenilworth arrivano solo due battute d'arresto, contro l'élite del campionato, Huddersfield e Fulham). In questo periodo, infatti, gli Hatters raccolgono la bellezza di 6 vittorie e 3 pareggi, grazie ai quali, il 19 marzo, si ritrovano addirittura al terzo posto della graduatoria - "utopia" rispetto alle premesse di inizio anno secondo Nathan Jones. Al termine delle 46 partite della regular season, la posizione raggiunta dalla squadra di Jones è la sesta, che vale la qualificazione alle semifinali play-off contro la terza classificata del campionato, l'Huddersfield di Carlos Corberán.
La corsa del Luton alla Premier League, però, si infrange nella sfida di ritorno delle semifinali play-off. Dopo l'1-1 di Kenilworth Road, nel quale gli Hatters avevano recuperato lo svantaggio iniziale, firmato da Danel Sinani, grazie al solito gol su calcio piazzato di Sonny Bradley, i sogni di promozione svaniscono al minuto 82' della gara del John Smith's Stadium. Sulla punizione tagliata di Sorba Thomas, Jordan Rhodes segna un gol da vero numero 9 e condanna il Luton alla sconfitta e alla permanenza in Championship, lanciando i Terriers alla finale di Wembley contro il Nottingham Forest. Nonostante la delusione dell'ultimo incontro stagionale, l'annata 2021-2022 rimane quella nella quale gli Hatters hanno raggiunto la posizione di classifica più alta negli ultimi 31 anni.

## Maglie e sponsor
Per la stagione 2021-2022, lo sponsor tecnico del Luton Town è il marchio britannico Umbro, che prepara per il Club tre divise ufficiali. La prima maglia, da utilizzare per le gare casalinghe, è interamente arancione, senza dettagli specifici, ad eccezione del colletto "a V" di color bianco. Il main sponsor dell'home kit è inizialmente JB Developments, azienda locale la cui partnership col Club decade nel febbraio 2022, sostituita nel finale di stagione dal marchio di livello nazionale Utilita Energy.
La divisa da trasferta presentata da Umbro, invece, è sicuramente la più particolare, essendo articolata su uno sfondo interamente blu scuro con righe discontinue e in rilievo di colore blu elettrico ed arancione. Anche in questo caso, il main sponsor è differente ed è l'azienda di depot locale Star Platform.
La terza divisa da gara, infine, vede sempre la presenza del colletto "a V", questa volta color blu scuro con dettaglio arancione, ma gioca sull'alternanza di colori tra il bianco, dominante, e il grigio, utilizzato solo per il fronte. Sponsor di questo kit è Ryebridge Construction.

## Rosa
Rosa aggiornata al 5 maggio 2022.
| N. |                          | Ruolo | Calciatore               |
| -- | ------------------------ | ----- | ------------------------ |
| 1  | Inghilterra (bandiera)   | P     | James Shea               |
| 2  | Inghilterra (bandiera)   | D     | James Bree               |
| 3  | Inghilterra (bandiera)   | D     | Dan Potts                |
| 4  | Scozia (bandiera)        | C     | Kal Naismith             |
| 5  | Inghilterra (bandiera)   | D     | Sonny Bradley (capitano) |
| 6  | Irlanda (bandiera)       | C     | Glen Rea                 |
| 7  | Inghilterra (bandiera)   | A     | Harry Cornick            |
| 8  | Inghilterra (bandiera)   | C     | Luke Berry               |
| 9  | Inghilterra (bandiera)   | A     | Danny Hylton             |
| 10 | Inghilterra (bandiera)   | A     | Elliot Lee               |
| 11 | Inghilterra (bandiera)   | A     | Elijah Adebayo           |
| 12 | Croazia (bandiera)       | P     | Simon Sluga              |
| 12 | Scozia (bandiera)        | C     | Robert Snodgrass         |
| 14 | Guinea-Bissau (bandiera) | A     | Carlos Mendes Gomes      |
| 15 | Galles (bandiera)        | D     | Tom Lockyer              |
| 16 | Inghilterra (bandiera)   | D     | Reece Burke              |

| N. |                         | Ruolo | Calciatore           |
| -- | ----------------------- | ----- | -------------------- |
| 17 | RD del Congo (bandiera) | C     | Pelly Ruddock Mpanzu |
| 18 | Inghilterra (bandiera)  | C     | Jordan Clark         |
| 19 | Inghilterra (bandiera)  | C     | Dion Pereira         |
| 20 | RD del Congo (bandiera) | D     | Peter Kioso          |
| 21 | Inghilterra (bandiera)  | P     | Harry Isted          |
| 22 | Scozia (bandiera)       | C     | Allan Campbell       |
| 23 | Inghilterra (bandiera)  | C     | Henri Lansbury       |
| 24 | Nigeria (bandiera)      | A     | Fred Onyedinma       |
| 25 | Inghilterra (bandiera)  | P     | Jed Steer            |
| 26 | Zimbabwe (bandiera)     | A     | Admiral Muskwe       |
| 27 | Inghilterra (bandiera)  | P     | Matt Ingram          |
| 28 | Galles (bandiera)       | C     | Elliot Thorpe        |
| 29 | Giamaica (bandiera)     | D     | Amari'i Bell         |
| 32 | Inghilterra (bandiera)  | D     | Gabriel Osho         |
| 35 | Inghilterra (bandiera)  | A     | Cameron Jerome       |
| 41 | Inghilterra (bandiera)  | P     | Alex Palmer          |

## Calciomercato

### Sessione estiva(dal 01/07 al 31/08)
| Acquisti         | Acquisti            | Acquisti       | Acquisti   |
| R.               | Nome                | da             | Modalità   |
| ---------------- | ------------------- | -------------- | ---------- |
| A                | Fred Onyedinma      | Wycombe        | definitivo |
| C                | Allan Campbell      | Motherwell     | definitivo |
| A                | Carlos Mendes Gomes | Morecambe      | definitivo |
| A                | Admiral Muskwe      | Leicester City | definitivo |
| D                | Amari'i Bell        | Blackburn      | svincolato |
| D                | Reece Burke         | Hull City      | svincolato |
| A                | Cameron Jerome      | MK Dons        | svincolato |
| C                | Henri Lansbury      | Bristol City   | svincolato |
| Altre operazioni |                     |                |            |
| R.               | Nome                | da             | Modalità   |
| C                | Elliot Thorpe       | Tottenham      | definitivo |

| Cessioni         | Cessioni    | Cessioni   | Cessioni   |
| R.               | Nome        | a          | Modalità   |
| ---------------- | ----------- | ---------- | ---------- |
| C                | Joe Morrell | Portsmouth | definitivo |
| Altre operazioni |             |            |            |
| R.               | Nome        | a          | Modalità   |
| A                | Elliot Lee  | Charlton   | prestito   |
| D                | Peter Kioso | MK Dons    | prestito   |

### Sessione invernale(dal 01/01 al 31/01)
| Acquisti         | Acquisti         | Acquisti         | Acquisti             |
| R.               | Nome             | da               | Modalità             |
| Altre operazioni | Altre operazioni | Altre operazioni | Altre operazioni     |
| R.               | Nome             | da               | Modalità             |
| ---------------- | ---------------- | ---------------- | -------------------- |
| P                | Jed Steer        | Aston Villa      | prestito             |
| D                | Peter Kioso      | MK Dons          | rientro dal prestito |

| Cessioni         | Cessioni     | Cessioni      | Cessioni   |
| R.               | Nome         | a             | Modalità   |
| ---------------- | ------------ | ------------- | ---------- |
| P                | Simon Sluga  | Ludogorets    | definitivo |
| Altre operazioni |              |               |            |
| R.               | Nome         | a             | Modalità   |
| D                | Dion Pereira | Bradford City | prestito   |
| C                | Glen Rea     | Wigan Athl.   | prestito   |

### Operazioni esterne alle sessioni
| Acquisti | Acquisti         | Acquisti  | Acquisti             |
| R.       | Nome             | da        | Modalità             |
| -------- | ---------------- | --------- | -------------------- |
| P        | Alex Palmer      | West Brom | prestito d'emergenza |
| C        | Robert Snodgrass | West Brom | svincolato           |
| P        | Matt Ingram      | Hull City | prestito d'emergenza |

## Risultati

### EFL Championship
| Arbitro: | Leigh Doughty |

|  |           |                                       |
|  | Marcatori | Adebayo 30’ Cornick 68’ Onyedinma 71’ |

| Arbitro: | Tim Robinson |

|                                              |           |                          |
| Naismith 5’ (aut.) C. Robinson 36’ Grant 66’ | Marcatori | Cornick 70’ Mpanzu 90+8’ |

| Arbitro: | Oliver Langford |

|  |           |         |
|  | Marcatori | Bell 4’ |

| Arbitro: | John Busby |

|  |           |                                                    |
|  | Marcatori | Roberts 7’ Hogan 26’, 47’ G. Gardner 84’ Aneke 88’ |

| Luton 28 agosto 2021, ore 15:00 BST 5ª giornata | Luton Town  | 0 – 0 referto | Sheffield Utd | Kenilworth Road (9 774 spett.)\| Arbitro: \| Andy Davies \| |
| Arbitro:                                        | Andy Davies |               |               |                                                             |

| Arbitro: | Oliver Langford |

|                         |           |                  |
| Dolan 27’ Pickering 31’ | Marcatori | Berry 78’, 90+8’ |

| Arbitro: | Jeremy Simpson |

|           |           |              |
| Baker 57’ | Marcatori | Hylton 90+1’ |

| Arbitro: | Tony Harrington |

|                                  |           |                                     |
| Berry 7’ Adebayo 15’ (rig.), 23’ | Marcatori | Paterson 63’ Ntcham 86’ Piroe 90+3’ |

| Arbitro: | Tim Robinson |

|                         |           |                  |
| Billing 17’ Solanke 31’ | Marcatori | Kelly 64’ (aut.) |

| Arbitro: | Stephen Martin |

|                                                     |           |  |
| Adebayo 3’ (rig.), 45+7’ Cornick 18’, 58’ Berry 30’ | Marcatori |  |

| Luton 2 ottobre 2021, ore 15:00 BST 11ª giornata | Luton Town    | 0 – 0 referto | Huddersfield Town | Kenilworth Road (9 977 spett.)\| Arbitro: \| Leigh Doughty \| |
| Arbitro:                                         | Leigh Doughty |               |                   |                                                               |

| Arbitro: | Chris Kavanagh (Manchester) |

|  |           |                  |
|  | Marcatori | Cornick 11’, 53’ |

| Arbitro: | Geoff Eltringham |

|                         |           |                           |
| Lawrence 20’ Knight 60’ | Marcatori | Onyedinma 48’ Adebayo 83’ |

| Arbitro: | John Busby |

|             |           |  |
| Adebayo 17’ | Marcatori |  |

| Arbitro: | Dean Whitestone |

|                        |           |  |
| Riis 27’, 45+3’ (rig.) | Marcatori |  |

| Arbitro: | Tim Robinson |

|                                     |           |            |
| Bradley 57’ Adebayo 60’ Cornick 62’ | Marcatori | Coburn 15’ |

| Arbitro: | Jonathan Moss (Sunderland) |

|  |           |           |
|  | Marcatori | Brown 34’ |

| Arbitro: | Matt Donohue |

|                        |           |  |
| Willock 10’ Austin 55’ | Marcatori |  |

| West Bridgford 23 novembre 2021, ore 19:45 GMT 19ª giornata | Nottingham Forest | 0 – 0 referto | Luton Town | The City Ground (25 715 spett.)\| Arbitro: \| Jeremy Simpson \| |
| Arbitro:                                                    | Jeremy Simpson    |               |            |                                                                 |

| Arbitro: | Oliver Langford |

|           |           |                            |
| Clark 63’ | Marcatori | R. Colwill 9’ Morrison 76’ |

| Arbitro: | Peter Bankes |

|  |           |                                     |
|  | Marcatori | Bradley 42’ Adebayo 54’ Clark 90+1’ |

| Arbitro: | Thomas Bramall |

|             |           |              |
| Adebayo 62’ | Marcatori | Mitrović 19’ |

| Arbitro: | Tim Robinson |

|  |           |                                |
|  | Marcatori | Holmes 33’ (aut.) Campbell 57’ |

| Arbitro: | Andy Davies |

|                         |           |             |
| Lockyer 42’ Adebayo 68’ | Marcatori | Weimann 56’ |

| Arbitro: | Oliver Langford |

|  |           |             |
|  | Marcatori | Cornick 72’ |

| Arbitro: | Oliver Langford |

|  |           |             |
|  | Marcatori | Adebayo 38’ |

| Arbitro: | Leigh Doughty |

|                                              |           |                          |
| Kelly 30’ (aut.) Campbell 42’ Naismith 90+7’ | Marcatori | Marcondes 51’ Rogers 78’ |

| Arbitro: | Steve Martin |

|                              |           |  |
| Brewster 48’ J. Robinson 51’ | Marcatori |  |

| Luton 29 gennaio 2022, ore 15:00 GMT 29ª giornata | Luton Town      | 0 – 0 referto | Blackburn | Kenilworth Road (9 987 spett.)\| Arbitro: \| James Linington \| |
| Arbitro:                                          | James Linington |               |           |                                                                 |

| Arbitro: | Thomas Bramall |

|                   |           |            |
| Clarke-Harris 87’ | Marcatori | Hylton 49’ |

| Arbitro: | Andy Davies |

|                                 |           |            |
| Campbell 28’ Adebayo 59’ (rig.) | Marcatori | Morris 44’ |

| Arbitro: | Darren Bond |

|                                        |           |  |
| Bacuna 25’ Taylor 46’ O. Hernández 69’ | Marcatori |  |

| Arbitro: | Gavin Ward |

|                         |           |  |
| Jerome 55’ Campbell 83’ | Marcatori |  |

| Arbitro: | John Busby |

|             |           |                       |
| Baker 90+2’ | Marcatori | Hylton 56’ Jerome 82’ |

| Arbitro: | Andy Woolmer |

|            |           |  |
| Hylton 67’ | Marcatori |  |

| Arbitro: | Jeremy Simpson |

|                               |           |               |
| McNair 17’ (rig.) Watmore 87’ | Marcatori | Cornick 90+6’ |

| Arbitro: | Josh Smith |

|            |           |                            |
| Jerome 37’ | Marcatori | Gray 55’ (rig.) Dickie 83’ |

| Arbitro: | Stephen Martin |

|                                              |           |  |
| Berry 9’, 42’ Onyedinma 28’ Diaby 59’ (aut.) | Marcatori |  |

| Arbitro: | Tony Harrington |

|             |           |                                  |
| Eaves 90+2’ | Marcatori | Adebayo 10’ Cornick 56’ Bree 72’ |

| Arbitro: | Graham Scott (Berks & Bucks) |

|                               |           |                        |
| Adebayo 33’ Cooper 87’ (aut.) | Marcatori | Bradshaw 25’ Afobe 81’ |

| Arbitro: | Geoff Eltringham |

|                      |           |  |
| Russell 59’ Sarr 89’ | Marcatori |  |

| Arbitro: | James Linington |

|                     |           |  |
| Naismith 37’ (rig.) | Marcatori |  |

| Arbitro: | Andy Davies |

|  |           |             |
|  | Marcatori | Cornick 71’ |

| Arbitro: | John Brooks |

|            |           |                   |
| Adebayo 2’ | Marcatori | Madine 55’ (rig.) |

| Arbitro: | Tim Robinson |

|                                                                                   |           |  |
| Cairney 29’ Tete 39’ Carvalho 54’ Mitrović 62’, 90+3’ Decordova-Reid 65’ Seri 79’ | Marcatori |  |

| Arbitro: | Jeremy Simpson |

|               |           |  |
| Cornick 45+1’ | Marcatori |  |

#### Play-off promozione
| Arbitro: | Robert Jones |

|             |           |            |
| Bradley 30’ | Marcatori | Sinani 12’ |

| Arbitro: | Peter Bankes |

|            |           |  |
| Rhodes 82’ | Marcatori |  |

### FA Cup

#### Turni eliminatori
| Arbitro: | James Linington |

|                                               |           |  |
| Adebayo 18’ Jerome 50’ Naismith 82’ Berry 88’ | Marcatori |  |

| Arbitro: | Thomas Bramall |

|  |           |                                       |
|  | Marcatori | Burke 14’ Mendes Gomes 23’ Muskwe 88’ |

| Arbitro: | Peter Bankes |

|                      |           |                                     |
| Burke 2’ Cornick 40’ | Marcatori | S. Ñíguez 27’ Werner 68’ Lukaku 78’ |

### EFL Cup

#### Turni eliminatori
| Arbitro: | Andy Woolmer |

|                           |                      |                              |
| List 2’ Coker 26’         | Marcatori            | Jerome 5’ Muskwe 40’         |
| Lines James-Wildin Reeves | Tiri di rigore 3 – 0 | Cornick Mendes Gomes Pereira |

## Statistiche

### Statistiche di squadra
Statistiche aggiornate al 18 maggio 2022.
| Competizione | Punti        | In casa | In casa | In casa | In casa | In casa | In casa | In trasferta | In trasferta | In trasferta | In trasferta | In trasferta | In trasferta | Totale | Totale | Totale | Totale | Totale | Totale | DR  |
| Competizione | Punti        | G       | V       | N       | P       | Gf      | Gs      | G            | V            | N            | P            | Gf           | Gs           | G      | V      | N      | P      | Gf     | Gs     | DR  |
| ------------ | ------------ | ------- | ------- | ------- | ------- | ------- | ------- | ------------ | ------------ | ------------ | ------------ | ------------ | ------------ | ------ | ------ | ------ | ------ | ------ | ------ | --- |
| Championship | 75           | 23      | 12      | 7       | 4       | 37      | 22      | 23           | 9            | 5            | 9            | 26           | 33           | 46     | 21     | 13     | 12     | 63     | 55     | +8  |
| Play-off     | Semifinale   | 1       | 0       | 1       | 0       | 1       | 1       | 1            | 0            | 0            | 1            | 0            | 1            | 2      | 0      | 1      | 1      | 1      | 2      | -1  |
| FA Cup       | Quinto Turno | 2       | 1       | 0       | 1       | 6       | 3       | 1            | 1            | 0            | 0            | 3            | 0            | 3      | 2      | 0      | 1      | 9      | 3      | +6  |
| EFL Cup      | Primo Turno  | 0       | 0       | 0       | 0       | 0       | 0       | 1            | 0            | 1            | 0            | 2            | 2            | 1      | 0      | 1      | 0      | 2      | 2      | =   |
| Totale       | 75           | 26      | 13      | 8       | 5       | 44      | 26      | 26           | 10           | 6            | 10           | 31           | 36           | 52     | 23     | 14     | 15     | 80     | 62     | +18 |

### Andamento in campionato
| Giornata  | 1 | 2  | 3 | 4  | 5  | 6  | 7  | 8  | 9  | 10 | 11 | 12 | 13 | 14 | 15 | 16 | 17 | 18 | 19 | 20 | 21 | 22 | 23 | 24 | 25 | 26 | 27 | 28 | 29 | 30 | 31 | 32 | 33 | 34 | 35 | 36 | 37 | 38 | 39 | 40 | 41 | 42 | 43 | 44 | 45 | 46 |
| --------- | - | -- | - | -- | -- | -- | -- | -- | -- | -- | -- | -- | -- | -- | -- | -- | -- | -- | -- | -- | -- | -- | -- | -- | -- | -- | -- | -- | -- | -- | -- | -- | -- | -- | -- | -- | -- | -- | -- | -- | -- | -- | -- | -- | -- | -- |
| Luogo     | C | T  | T | C  | C  | T  | T  | C  | T  | C  | C  | T  | T  | C  | T  | C  | C  | T  | C  | T  | C  | C  | T  | C  | T  | T  | C  | C  | C  | T  | C  | T  | C  | T  | C  | T  | C  | C  | T  | C  | T  | C  | T  | C  | T  | C  |
| Risultato | P | N  | P | P  | N  | V  | N  | V  | V  | P  | P  | V  | P  | V  | P  | N  | P  | N  | V  | V  | V  | V  | V  | N  | N  | V  | P  | V  | V  | V  | V  | N  | V  | V  | P  | N  | P  | N  | V  | P  | N  | P  | N  | V  | V  | V  |
| Posizione | 2 | 11 | 3 | 11 | 12 | 12 | 13 | 13 | 16 | 9  | 13 | 10 | 9  | 5  | 10 | 6  | 11 | 11 | 11 | 14 | 12 | 12 | 11 | 10 | 9  | 6  | 13 | 13 | 10 | 4  | 7  | 10 | 8  | 8  | 6  | 8  | 7  | 5  | 3  | 4  | 5  | 4  | 4  | 5  | 6  | 6  |

Legenda:

Luogo: C = Casa; T = Trasferta. Risultato: V = Vittoria; N = Pareggio; P = Sconfitta.